# Simplicia fesseleti
Simplicia fesseleti is een vlinder uit de familie spinneruilen (Erebidae). De wetenschappelijke naam is voor het eerst geldig gepubliceerd in 2005 door Guillermet.
De soort komt voor in tropisch Afrika.